# Andreaea appendiculata
Andreaea appendiculata là một loài rêu trong họ Andreaeaceae. Loài này được Schimp. mô tả khoa học đầu tiên năm 1855.